# オール・マイ・ライフ (映画)
『オール・マイ・ライフ』（All My Life）は2020年のアメリカ合衆国のドラマ映画。監督はマーク・マイヤーズ、出演はジェシカ・ロースとハリー・シャム・ジュニアなど。新郎のガン治療のために諦めた結婚式を、友人や家族が始めたクラウドファンディングによって実現させたカップルの実話をもとにしたラブストーリー。

## ストーリー
ある年の12月、結婚式を来夏に控えたカップル、ジェンとソルは幸せ一杯の生活を送っていた。ところが、幸せの絶頂にいる2人に悲劇が突然降りかかった。ソルが末期の肝臓がんと診断されたのである。2人は絶望に打ちひしがれ、結婚式もキャンセルせざるを得なかった。2人の家族と友人たちは「ソルが生きている間に、せめて結婚式だけは挙げさせてあげたい」と考え、クラウドファンディングを使って結婚式の費用を調達することにした。しかし、ソルの病状を考えると、資金調達に費やせる時間はたったの2週間だった。

## キャスト
※括弧内は日本語吹替。
- ジェニファー・カーター（ジェン）: ジェシカ・ロース（國立幸）
- ソロモン・チャウ（ソル）: ハリー・シャム・ジュニア（中谷一博）
- カイル・キャンベル: カイル・アレン（細貝光司） - ソルの親友。
- アマンダ・フレッチャー: クリッシー・フィット（英語版）（小飯塚貴世江） - ジェンの親友。
- デイヴ・バーガー: ジェイ・ファロー（俊藤光利） - ソルの親友。
- メーガン・デンホフ: マリエル・スコット（吉田麻実） - ジェンの親友。
- ホープ: モリー・ヘイガン（英語版） - ジェンの母親。
- ヴィヴ・ローレンス: キアラ・セトル（八百屋杏） - バリスタ。
- ピーター・オール: マイケル・マシーニ（本多新也）
- ニール・スナイダー: グレッグ・ヴロトソス - シェフ。
- ジジ・カーター: エヴァー・キャラダイン（英語版）（細越みちこ）
- ジェローム・パターソン: マリオ・カントーネ（英語版）（小椋毅） - 結婚式場のマネージャー。
- エリック・ブロニット: ジョシュ・ブレナー（英語版）（松永健資）
- ミーナ・ホワイト: アンジャリ・ビマニ（英語版）（須川晶紀）
- クリス: ジョン・ルドニツキー（英語版）（本多新也） - バーテンダー。
- アラン・メンデルソーン医師: ダン・バトラー（北島善紀）

## 製作
2017年4月6日、ユニバーサル・ピクチャーズが本作の製作を進めていると報じられた。2018年7月、マーク・マイヤーズが監督に起用された。2019年9月11日、ジェシカ・ロースが本作に出演するとの報道があった。10月4日、ハリー・シャム・ジュニアの起用が発表された。11月、マイケル・マシーニ、グレッグ・ヴロトソス、クリッシー・フィット、ジェイ・ファロー、マリエル・スコット、カイル・アレン、マリオ・カントーネ、キアラ・セトル、エヴァー・キャラダインらの出演が決まった。12月、ジョシュ・ブレナーとジョン・ルドニツキーがキャスト入りした。

### 撮影・音楽
本作の主要撮影は2019年10月31日にルイジアナ州ニューオーリンズで始まり、同年12月20日に終了した。2020年4月14日、リスベス・スコットが本作で使用される楽曲を手がけることになったとの報道があった。12月4日、バック・ロット・ミュージックが本作のサウンドトラックを発売した。

## マーケティング・興行収入
2020年10月20日、本作のオフィシャル・トレイラーが公開された。12月4日、本作は全米970館で封切られ、公開初週末に37万315ドルを稼ぎ出し、週末興行収入ランキング初登場4位となった。日本では、全米と同日にTOHOシネマズ日比谷にて1週間限定で公開された。

## 評価
本作に対する批評家からの評価は平凡なものに留まっている。映画批評集積サイトのRotten Tomatoesには41件のレビューがあり、批評家支持率は59%、平均点は10点満点で5.2点となっている。サイト側による批評家の見解の要約は「観客の心の琴線に触れようとしているのが見え見えで興ざめである。とは言え、『オール・マイ・ライフ』の主演2人が織りなすケミストリーは心のこもったものではある。」となっている。また、Metacriticには9件のレビューがあり、加重平均値は39/100となっている。なお、本作のCinemaScoreはB+となっている。